# أرماندو دودا
أرماندو دودا (بالألبانية: Armando Doda‏) هو لاعب كرة قدم ألباني في مركز الوسط، ولد في 10 سبتمبر 1988 في ألبانيا. لعب مع بارتيزاني تيرانا.

## وصلات خارجية
- أرماندو دودا على موقع قاعدة بيانات كرة القدم.إي يو (الإنجليزية)